# Спаатс, Карл
Карл Эндрю Спаатс (англ. Carl Andrew Spaatz; 28 июня 1891, Бойертаун, штат Пенсильвания — 14 июля 1974, Вашингтон) — американский военачальник, генерал Военно-воздушных сил США, первый Начальник штаба воздушных сил США (26 сентября 1946 - 30 апреля 1948). С 30 июня 1948 в отставке. В 1945 году, будучи командующим Стратегическими воздушными силами США в Тихом океане (United States Strategic Air Forces in the Pacific) руководил атомными бомбардировками Хиросимы и Нагасаки и принял капитуляцию Германии в Карлхосте 8 мая 1945 года.

## Биография
Похоронен на кладбище Академии ВВС США в Колорадо-Спрингс.

## Воинские звания
- 12.6.1914 второй лейтенант (постоянное звание, пехота)
- 1.7.1916 первый лейтенант (постоянное звание, ВВС)
- 15.5.1917 капитан (постоянное звание, ВВС)
- 27.2.1920 капитан (постоянное звание, пехота)
- 1.7.1920 капитан (постоянное звание, ВВС)
- 1.7.1920-18.12.1922 майор (временное повышение, ВВС)
- 18.12.1922 капитан (постоянное звание, ВВС)
- 1.2.1923 майор (постоянное звание, ВВС)
- 16.9.1935 подполковник (постоянное звание)
- 7.11.1939 полковник (временное повышение)
- 10.1940 бригадный генерал (временное повышение)
- 1.1942 генерал-майор (временное повышение)
- 17.9.1942 генерал-майор (временное повышение) и полковник (постоянное звание)
- 12.3.1943 генерал-лейтенант (временное повышение)
- 11.3.1945 генерал (временное повышение)
- 8.1945 генерал (временное повышение) и генерал-майор (постоянное звание) минуя постоянное звание бригадный генерал
- 30.6.1948 генерал (постоянное звание) минуя постоянное звание генерал-лейтенант